# Distichodus petersii
Distichodus petersii är en fiskart som beskrevs av Pfeffer, 1896. Distichodus petersii ingår i släktet Distichodus och familjen Distichodontidae. IUCN kategoriserar arten globalt som sårbar. Inga underarter finns listade i Catalogue of Life.